# Jugo para diluir
Se denomina jugo concentrado para diluir, jugo concentrado o jugo para diluir a un concentrado líquido con sabor a frutas que debe ser diluido en agua antes de beberlo. De manera coloquial se los suele llamar simplemente jugo. Se lo vende en botellas de plástico y en general puede rendir hasta cuatro veces su peso líquido original. Por ejemplo, una botella de un litro y medio de jugo para diluir puede rendir, de acuerdo a la etiqueta del producto, hasta seis litros de jugo listo para beber.
De acuerdo con el Código Alimentario Argentino, los concentrados deberán contener porcentajes de jugo de 20% v/v como mínimo y deberán presentar una relación de concentración mínima de 2 a 1 (en volumen), excepto para las frutas cítricas que será de 3 a 1.
 Dentro del porcentaje de jugo, pueden contener jugos de otras frutas no indicadas como sabor del producto.